# Ratusz w Dusznikach-Zdroju
Ratusz w Dusznikach-Zdroju – budynek wzniesiony w roku 1585 jako kamienica mieszczańska, w czasach późniejszych był kilkakrotnie rozbudowywany. Obecnie jest siedzibą Burmistrza Dusznik-Zdroju oraz Rady Miejskiej Dusznik-Zdroju. 

## Historia
Pierwszy ratusz w Dusznikach zbudowano w roku 1584. Był to okazały budynek z wieżą, górującą nad miastem i był usytuowany w centrum rynku. Budowla ta spłonęła w roku 1844. Po pożarze władze miasta przeniosły swoją siedzibę do zakupionej kamienicy mieszczańskiej, stojącej w rynku. Do nowego ratusza przeniesiono barokowy portal, wymontowany z ruin spalonego budynku, a w szczycie fasady zainstalowano zegar.

Obecny ratusz został wzniesiony w latach 1584–1585 i początkowo pełnił funkcję kamienicy mieszczańskiej. Był przebudowywany w XVIII wieku, w roku 1894, oraz na początku XX wieku. W roku 1937 do kamienicy dobudowano nową część, a w 1955 roku przebudowano sąsiadującą kamienicę i połączono ją z sąsiadującym dotychczas ratuszem.

Decyzją wojewódzkiego konserwatora zabytków z dnia 29 listopada 1965 r. budynek został wpisany do rejestru zabytków.

W roku 1977 dom został odremontowany. 

## Architektura
Budynek został wzniesiony na planie prostokąta, posiada cztery kondygnacje i jest nakryty dachem dwuspadowym z sygnaturką na kalenicy. 
Kamienica posiada szeroką przelotową sień, z wejściem zaakcentowanym barokowym portal kolumnowym, ozdobionym kartuszem z herbem miasta. W pomieszczeniach parteru zachowały się sklepienia kolebkowe. Obecnie budynek jest siedzibą władz miasta, komisariatu policji, Urzędu Stanu Cywilnego i kilku innych instytucji.

## Galeria

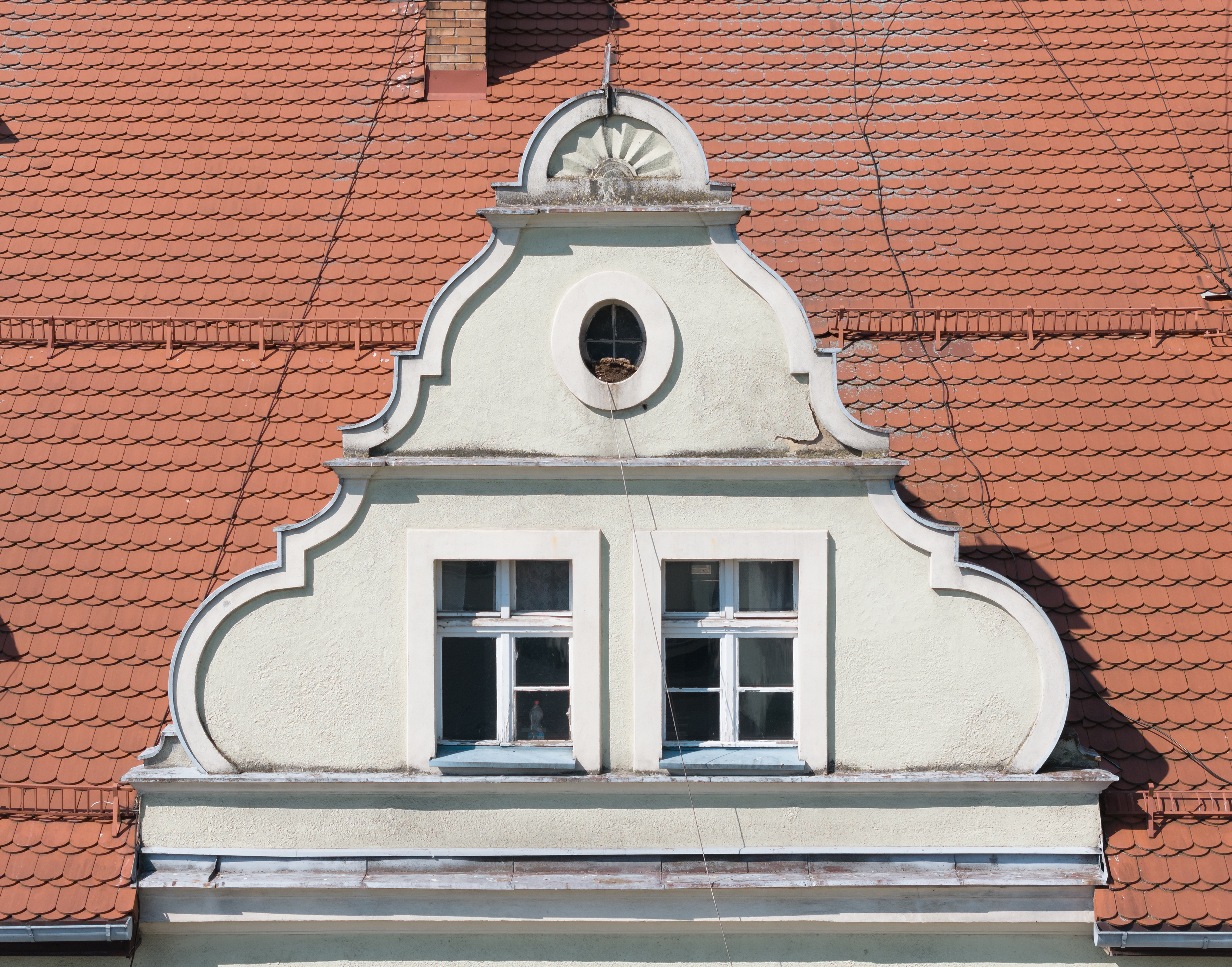
Lewy szczyt
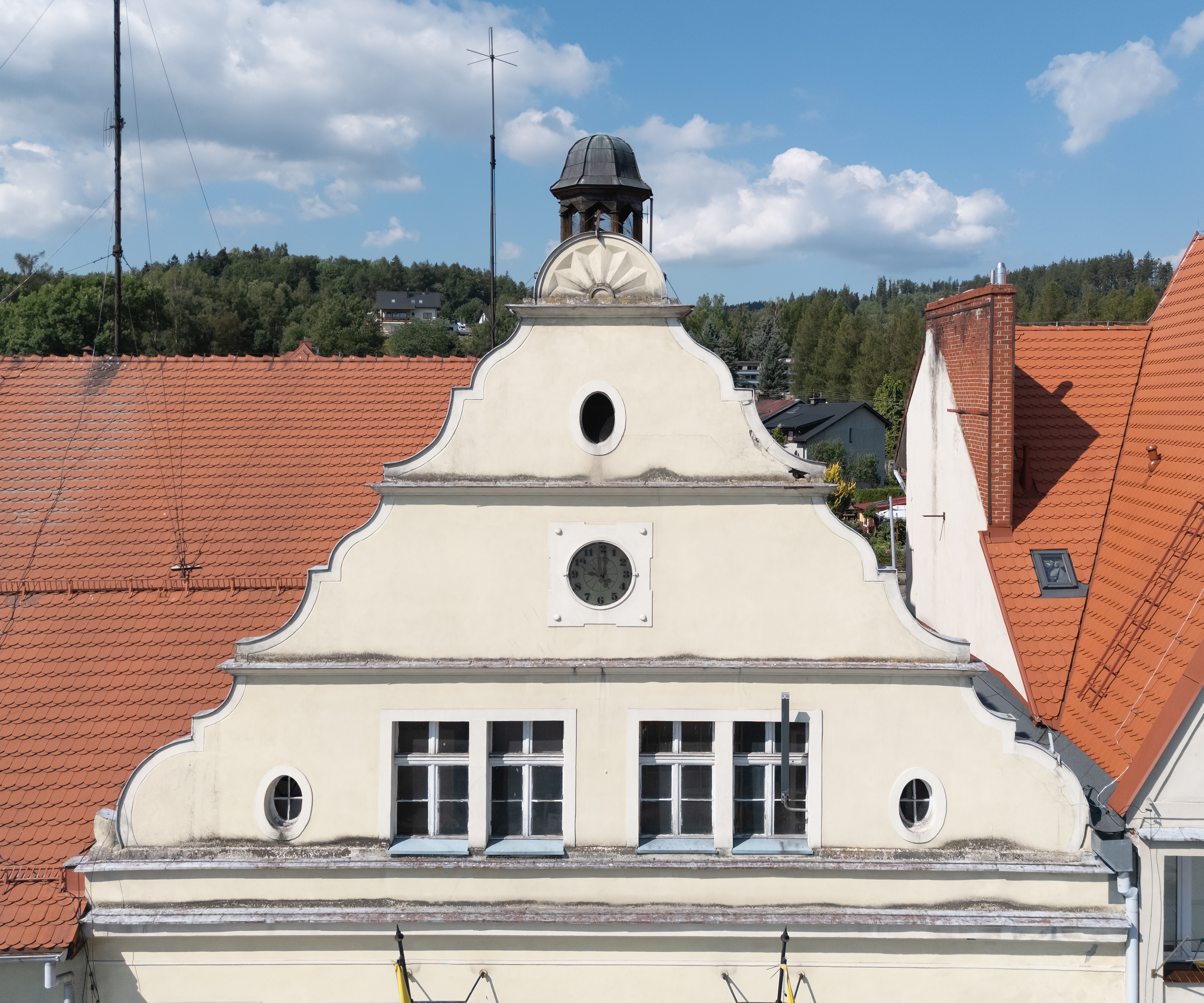
Prawy szczyt
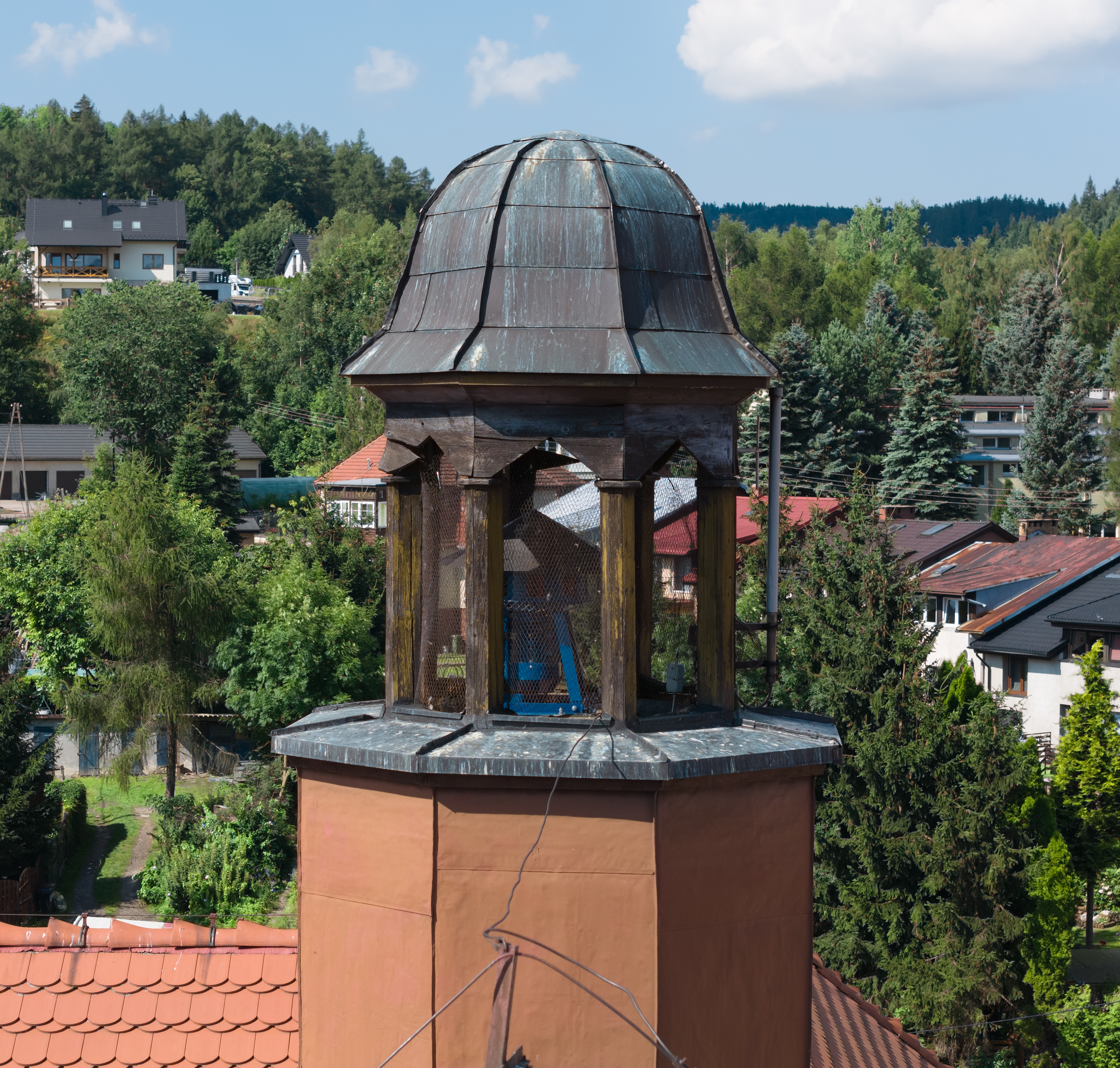
Sygnaturka
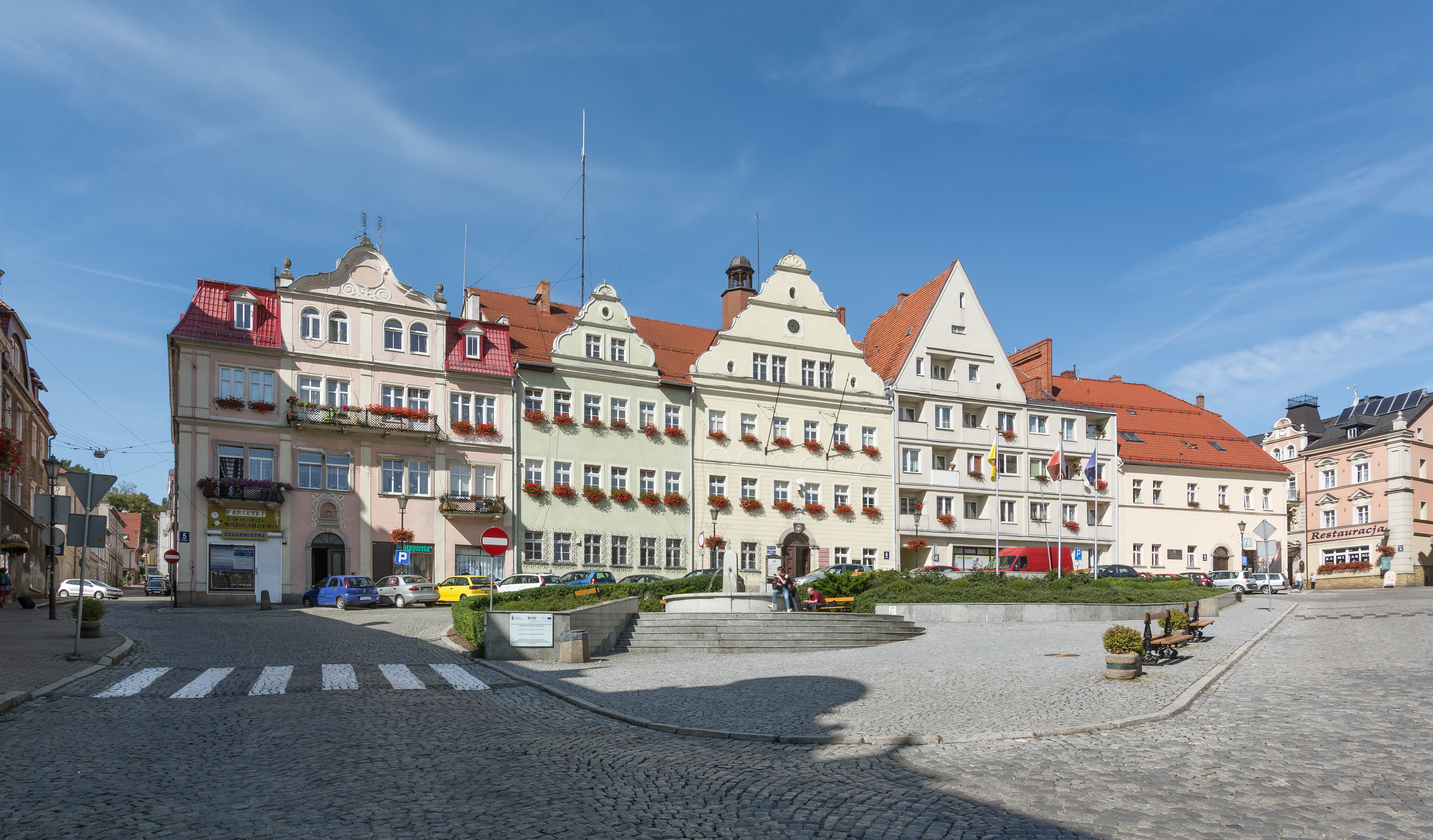
Zachodnia pierzeja rynku z ratuszem
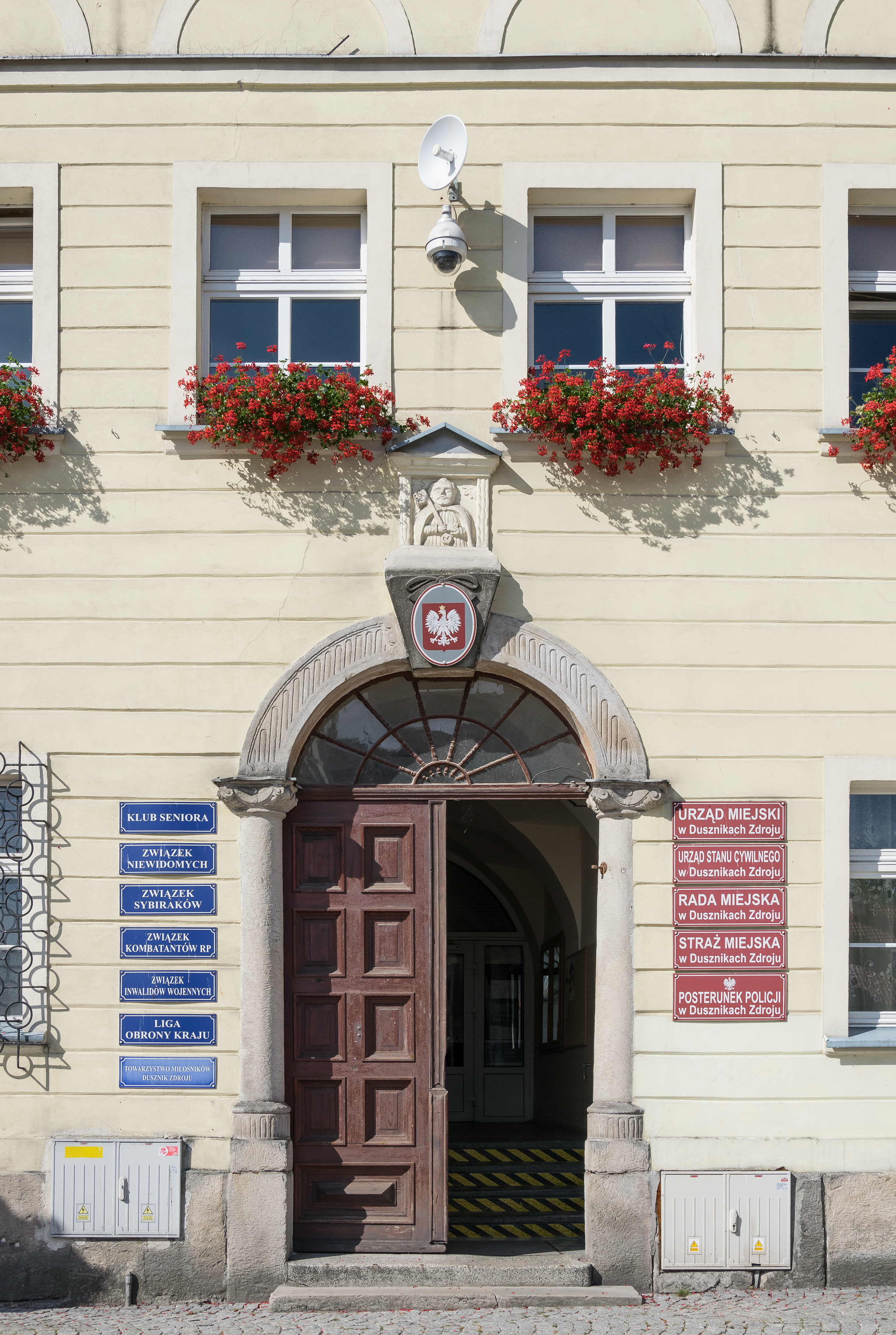
Fragment fasady
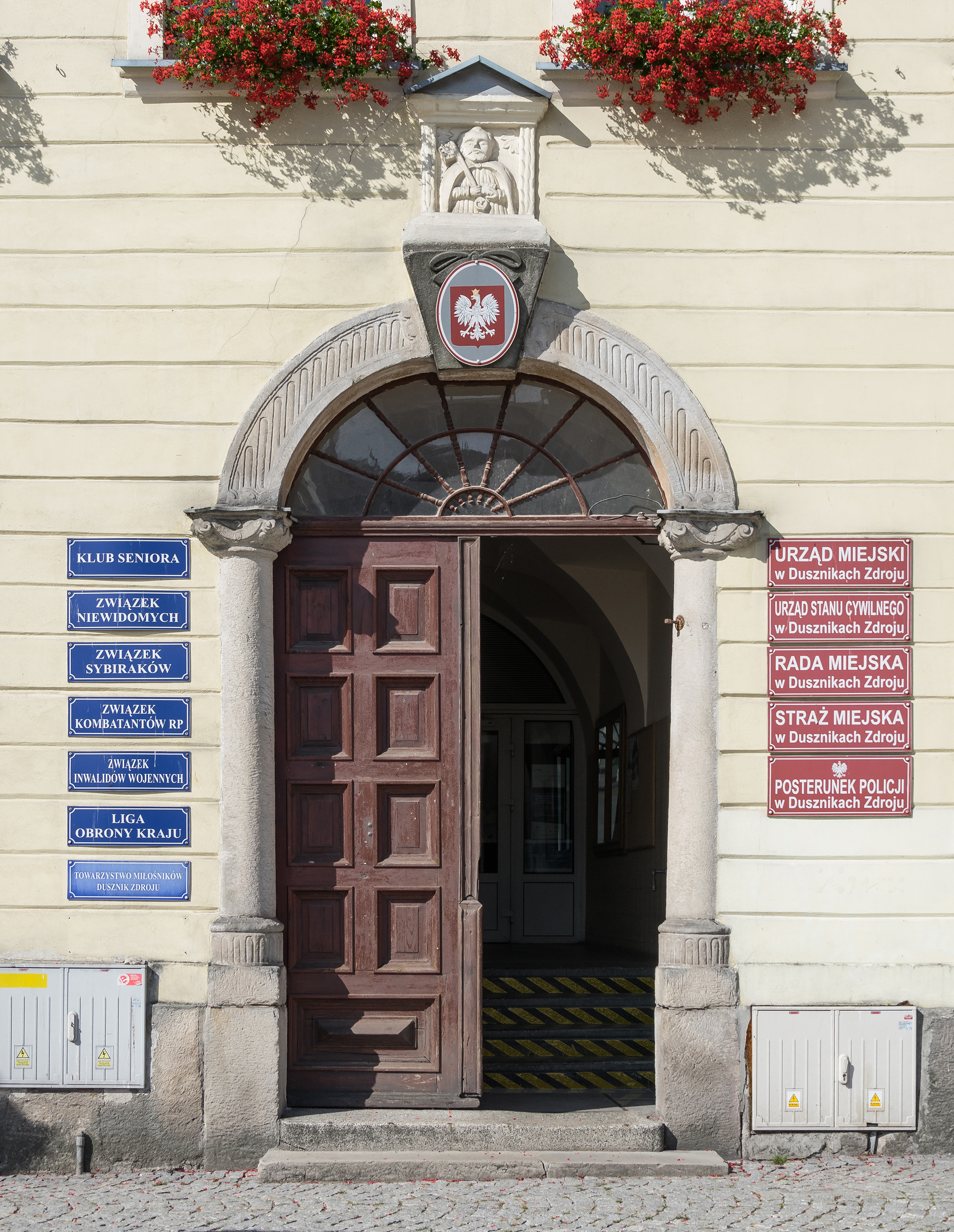
Portal